# 待ち合わせ (馬場俊英の曲)
「待ち合わせ」（まちあわせ）は、2010年6月2日に発売された馬場俊英の18枚目のシングル。ワーナーミュージック・ジャパンよりリリースされた。

## 解説
2010年第1弾シングル｡初回限定盤はフォトエッセイ付。

## 収録曲
作詞・作曲:馬場俊英
1. 待ち合わせ
編曲:五十嵐宏治
東映映画『孤高のメス』イメージソング[1]。
2. 勝利の風
編曲:渡辺剛・馬場俊英
3. 新しい暮らしのはじまりに
編曲:馬場俊英
4. 待ち合わせ (オリジナル・カラオケ)
5. 勝利の風 (オリジナル・カラオケ)